# Pilea oblanceolata
Pilea oblanceolata är en nässelväxtart som beskrevs av Fawcett och Rendle. Pilea oblanceolata ingår i släktet pileor, och familjen nässelväxter. Inga underarter finns listade i Catalogue of Life.